# Hidalgoa
Hidalgoa là một chi thực vật có hoa trong họ Cúc (Asteraceae).

## Loài
Chi Hidalgoa gồm các loài: